# West College Corner
West College Corner é uma cidade  localizada no estado americano de Indiana, no Condado de Union.

## Demografia
Segundo o censo americano de 2000, a sua população era de 634 habitantes.
Em 2006, foi estimada uma população de 609, um decréscimo de 25 (-3.9%).

## Geografia
De acordo com o United States Census Bureau tem uma área de
0,7 km², dos quais 0,7 km² cobertos por terra e 0,0 km² cobertos por água.

## Localidades na vizinhança
O diagrama seguinte representa as localidades num raio de 16 km ao redor de West College Corner.